# Ludo Van Staeyen
Ludo Van Staeyen (Schoten, 11 december 1948) is een Belgisch voormalig wielrenner.

## Carrière
Van Staeyen behaalde op nationale kampioenschappen tweemaal zilver. Daarnaast won hij enkele kleinere wedstrijden, hij nam driemaal deel aan een grote ronde waarvan hij er twee uitreed. In 1973 was de ploeg nog maar met twee renners in de 17e rit en daarom vroeg de sponsor om op te geven die rit. Daarnaast nam hij nog verschillende keren deel aan Milaan-San Remo, Luik-Bastenaken-Luik en de Ronde van Vlaanderen.

## Erelijst
1971
- Nationaal kampioenschap op de weg (e/z contract)

1972
- Herenthout
- Oud-Turnhout

1973
- Tisselt

1974
- Nationaal kampioenschap op de weg

1975
- Proloog deel a Ronde van Nederland (TTT)

1976
- Omloop der Grensstreek

## Resultaten in de voornaamste wedstrijden
| Jaar | Ronde van Italië | Ronde van Frankrijk | Ronde van Spanje |
| ---- | ---------------- | ------------------- | ---------------- |
| 1972 | 45e              | 49e                 |                  |
| 1973 |                  | opgave              |                  |
| 1974 |                  |                     |                  |
| 1975 |                  |                     |                  |
| 1976 |                  |                     |                  |
| 1977 |                  |                     |                  |

| Jaar | Milaan-San Remo | Ronde van Vlaanderen | Parijs-Roubaix | Luik-Bast.‑Luik |
| ---- | --------------- | -------------------- | -------------- | --------------- |
| 1972 |                 |                      |                | 30e             |
| 1973 | 50e             |                      |                | 30e             |
| 1974 |                 |                      |                | 44e             |
| 1975 |                 |                      | 36e            | 38e             |
| 1976 | 25e             | 22e                  |                |                 |
| 1977 | 25e             |                      |                |                 |